# Alexandre Ribot
Alexandre Félix Joseph Ribot, född 7 februari 1842, död 13 januari 1923, var en fransk politiker. Han var premiärminister 1892-1893, 1895, 1914 och 1917.